# Église Saint-François-de-Sales de Beaucourt
Pour les articles homonymes, voir Église Saint-François-de-Sales.
L'église Saint-François-de-Sales est située à Beaucourt dans le département français du Territoire de Belfort. Elle est consacrée à saint François de Sales.

## Histoire
Alors que les protestants ont depuis longtemps leur temple (1817) et leur pasteur (1831), la population beaucourtoise catholique (en nombre à peu près égal à celui des protestants) doit, chaque dimanche, faire le chemin jusqu'à Montbouton pour assister aux offices. De plus, la petite église de Montbouton est devenue insuffisante pour accueillir l'ensemble des fidèles. Malgré ce constat de l'impérieuse nécessité de construire un édifice, plusieurs décennies passent avant que les catholiques ne puissent pratiquer leur culte à Beaucourt.
Il faut d'abord vingt années de négociations laborieuses pour arriver aux travaux de réalisation. Déjà en 1841, un terrain situé sur la colonne du Crêt est offert par M. Frédéric Guillaume « Fritz » Japy. Jugé peu favorable pour son accès difficile, il est refusé. Le 24 novembre 1850, c'est au tour de la commune de proposer un emplacement, des plans sont dressés et une souscription ouverte : toute la préparation échoue. Ce n'est qu'en 1854 que deux plans sont établis et qu'un terrain est découvert au lieu-dit du Tombois. Cette parcelle de 32 ares appartient à la famille Prenat mais le contexte particulier de l'époque (année du choléra à Beaucourt qui fit 122 morts en six mois) facilite les tractations et l'accord se fait sans peine.
À partir du 1er juin 1856, c'est tout un peuple qui construit son église. M. l'abbé Riehl, curé de Montbouton, après avoir fait l'acquisition du terrain et mesuré le tracé du bâtiment, invite les paroissiens à participer aux travaux. Pendant que les uns creusent les fondations, les autres ouvrent une grande carrière pour y extraire le calcaire. Les entrepreneurs du lieu ayant refusé de fournir les maçons, on en fait venir de Suisse. Les femmes descendent la colline pour aller chercher l'eau et la remontent à l'aide de baquets qu'elles posent sur leur tête.
En juin 1857, les murs atteignent la hauteur des fenêtres. C'est alors que la municipalité prend le relais et confie les travaux à M. J. Colard, entrepreneur à Beaucourt. L'architecte, M. Poisat de Belfort, reprend ses plans en diminuant les proportions (longueur : 31 m, largeur ; 15,80 m, hauteur : 13,50 m). De romane, l'église devient gothique. C'est donc en précurseur que la ville, bien avant la loi de 1905 sur la séparation de l’Église et de l’État, reprend à son compte l'édifice culturel. Les travaux se poursuivent au rythme des subventions accordées par l’État. À l'hiver 1860, l'église est couverte. M. l'abbé Noblat, curé de Montbouton et successeur de M. l'abbé Riehl, est nommé titulaire de la succursale de Beaucourt et c'est ainsi que commence l'existence légale de la paroisse de Beaucourt. Le dimanche 29 janvier 1865, jour de la fête de saint François de Sales, patron de la paroisse, M. le Chanoine Tiétée, curé de Belfort, fait au nom de l'évêque la bénédiction du lieu saint. L'église ne comporte alors aucun mobilier et chaque fidèle doit apporter son siège.
L'organisation de l'intérieur de l'église est laissée au soin de la paroisse. Peu à peu, le mobilier prend sa place : maître autel, autel de la Vierge (1880). La première cloche est achetée au fondeur Goussel de Metz. Elle donne le fa, pèse environ 750 kg et sonne pour la première fois le 8 juin 1866 dans un clocher provisoire. En 1875, la paroisse de Beaucourt compte 2 500 catholiques. C'est à cette époque que la municipalité fait construire le presbytère. Au printemps 1876, elle fait installer la porte principale avec les marches extérieures et le tambour intérieur, les paratonnerres, le confessionnal et un bénitier. Au mois de novembre de la même année, c'est un grand harmonium qui trouve place à l'église. Les premiers bancs d'église n'arrivent qu'à la fin de 1876. L’œuvre privée se poursuit grâce au produit des quêtes et des souscriptions : blanchissage des murs, peinture à l'huile avec semis d'étoiles aux autels, percement d'une porte donnant accès aux combles, chaire à prêcher, baptistère, chemin de croix, boiseries du cœur, verrière du chœur.
Une seconde cloche, « Marie Victoire », de 482 kg sonne pour la première fois le 21 août 1887 et c'est en 1888 que grâce à une loterie de 8 000 billets, l'orgue arrive à Beaucourt. Il est inauguré le 7 octobre 1887. Acheté à M. Frédéric Goll, facteur d'orgues à Lucerne (Suisse), son buffet est d'occasion et provient d'un orgue du chœur de la cathédrale de Coire (Suisse). Le 11 septembre 1895 débutent les premières négociations pour la construction du clocher. Les travaux, adjugés à M. Gallat de Valdoie, s'achèvent en 1900 et le clocher est béni et inauguré le 22 juillet 1900.
À cette date, l'église de Beaucourt est presque arrivée à son achèvement. Néanmoins, d'autres investissements plus modiques ont encore lieu dans les années qui suivent : calorifère 1902, travaux d'électricité 1908-1910, achat d'une troisième cloche « Marie Hélène » grâce notamment aux dons de deux paroissiens, électrification des cloches en 1924. La période entre 1841 et 1924 résume 83 années de persévérances et de travail pour une église qui concrétise l'expression de la foi de toute une communauté et la collaboration intense entre une ville et ses habitants.

## Galerie photographique

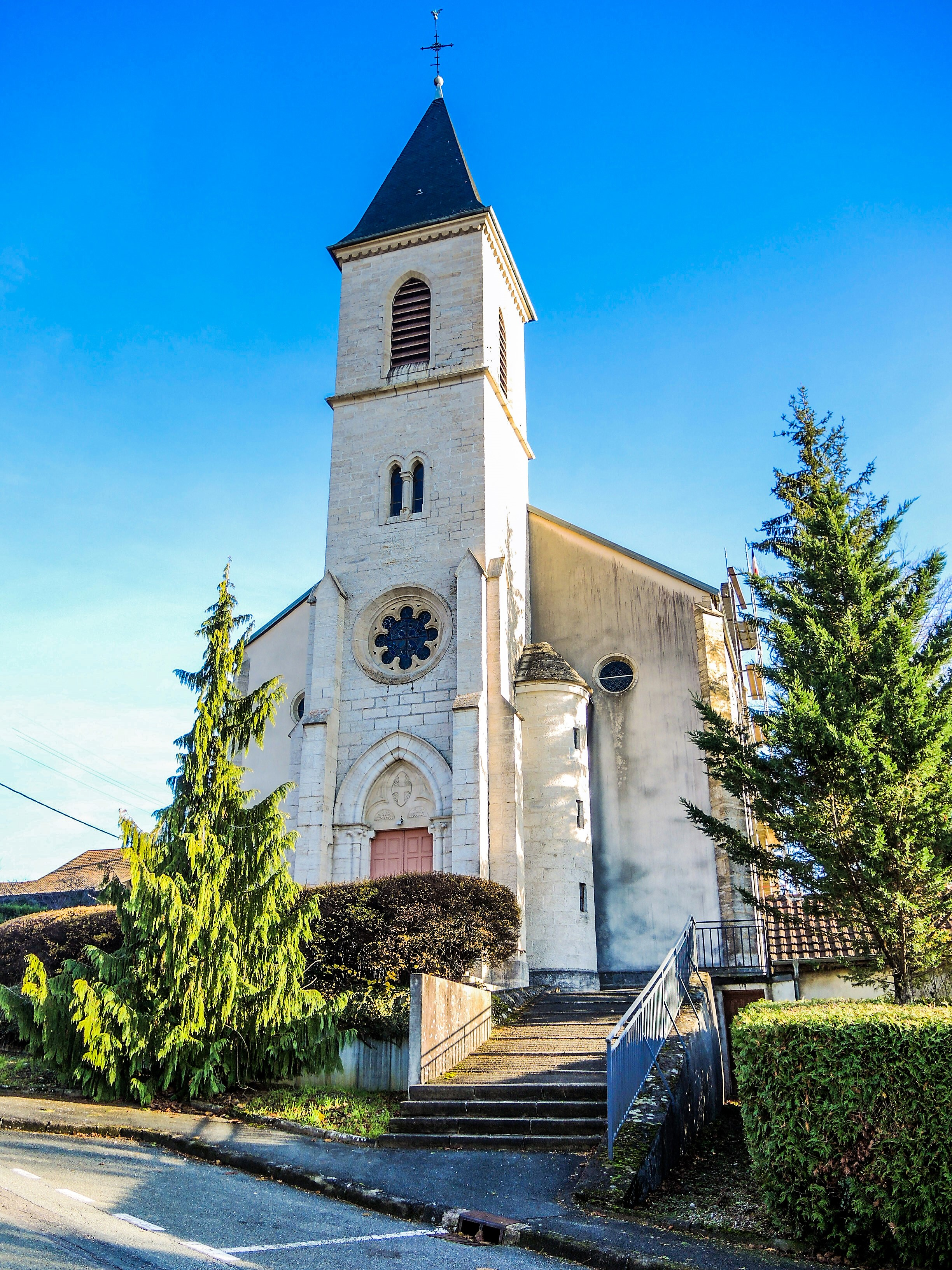
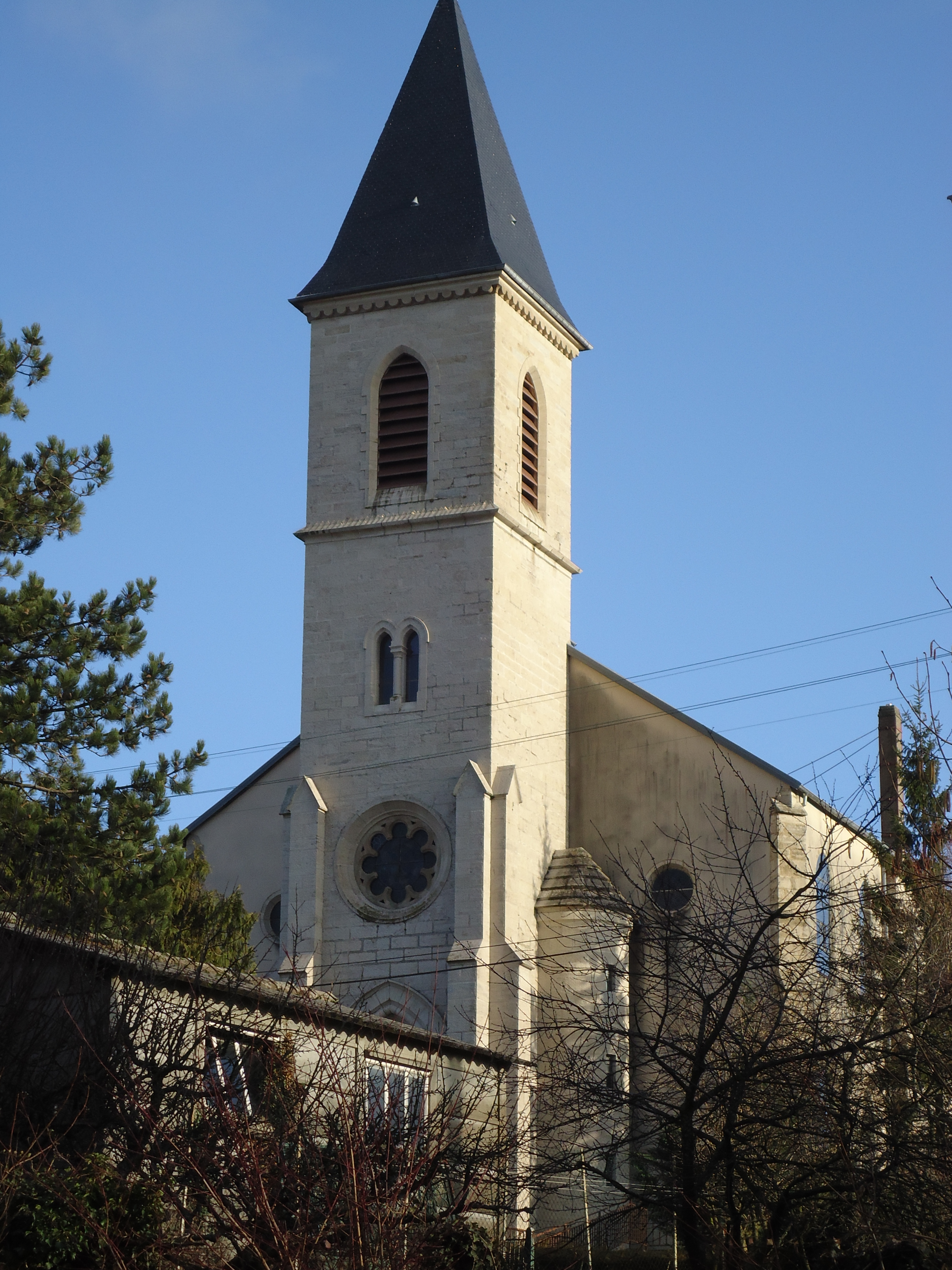
Le clocher de l’église.